# Ali bin Al-Hussein
Ali bin Al-Hussein  (em árabe: الأمير علي بن الحسين); Amã, 23 de dezembro de 1975) é o terceiro filho do rei Hussein da Jordânia com sua terceira esposa a rainha Alia. Desde 6 de janeiro de 2011, ele tem sido o vice-presidente da FIFA para a Confederação Asiática de Futebol.

## Começo da vida e educação
Ali passou seus verões em 1984 e 1986 no Camp Agawan em Raymond, Maine.
O Príncipe Ali começou sua educação primária no Colégio de Educação Islâmica em Amã. Ele continuou seus estudos no Reino Unido, Estados Unidos e se concluiu no Salisbury School em Connecticut em 1993, onde se destacou.
Ele entrou na Royal Military Academy Sandhurst no Reino Unido. Ali foi contratado como oficial em dezembro de 1994 e recebeu a Medalha Brunei por servir no Brunei. Depois continuou seus estudos nos Estados Unidos, ele serviu na Forças Especiais da Jordânia como um guia, ganhando suas a oportunidade de trabalhar como pará-quedas. Ele completou sua graduação na Universidade de Princeton em 1999.
Príncipe Ali é fluente em árabe, inglês e circassiano.
Em 1998, Príncipe Ali fez uma viagem de cavalo para o Cáucaso, da Jordânia à Síria e Turquia, para aumentar a conscientização da diáspora circassiana. A viagem traçou (ao contrário) o caminho do êxodo dos Circassianos para a Jordânia.

## Casamento e filhos
Em 23 de abril de 2004, o Príncipe Ali casou-se com a argelina Rym Brahimi, ex-jornalista da CNN e filha do diplomata argelino Lakhdar Brahimi, ex-representante especial da Nações Unidas para o Afeganistão. O casamento foi celebrado publicamente em 07 de setembro de 2004.
Eles tiveram dois filhos:
- Princesa Jalila bint Ali (nasceu em 16 de setembro de 2005)
- Príncipe Abdullah bin Ali (nasceu em 19 de março de 2007).

## Presidência da FIFA
Em votação em primeiro turno, em Zurique, mostrou ampla vantagem do suíço Joseph Blatter: 133 votos, contra 73 do príncipe da Jordânia. O montante, porém, não foi suficiente para já confirmar a vitória de Blatter, que precisava de dois terços dos votos. Mas o príncipe desistiu do segundo turno deixando assim o caminho livre para Blatter conquistar seu quinto mandato, que cinco dias depois renunciou-se, e anunciou a convocação de uma assembleia extraordinária, entre dezembro de 2015 e março de 2016, para eleger um novo presidente e, até lá, permanecerá no cargo,Joseph Blatter não participará da nova disputa.